# Rensopp
Rensopp (Leccinum rotundifoliae) är en svampart som tillhör divisionen basidiesvampar, och som först beskrevs av Rolf Singer, och fick sitt nu gällande namn av Alexander Hanchett Smith, Harry Delbert Thiers och Roy Watling. Rensopp ingår i släktet Leccinum, och familjen Boletaceae. Arten är reproducerande i Sverige.